# Nihal William
Nihal William (* 13. Juli 2000) ist ein indischer Leichtathlet, der sich auf den 400-Meter-Lauf spezialisiert hat.

## Sportliche Laufbahn
Erste internationale Erfahrungen sammelte Nihal William im Jahr 2023, als er bei den Asienmeisterschaften in Bangkok mit der indischen 4-mal-400-Meter-Staffel im Vorlauf zum Einsatz kam und damit zum Gewinn der Silbermedaille der indischen Mannschaft beitrug. Im Oktober verhalf er dem Team bei den Asienspielen in Hangzhou zum Finaleinzug und trug damit zum Gewinn der Goldmedaille bei.

## Persönliche Bestzeiten
- 400 Meter: 46,61 s, 15. Oktober 2022 in Bengaluru